# Pangasinan (taal)
Pangasinan (Pangasinan: Salitan Pangasinan; Spaans: Idioma pangasinense, kortweg: Pangasinense) is een van de 12 meest gesproken talen op de Filipijnen. Pangasinan wordt als moedertaal gesproken door de Pangasinan. Zij vormen net de meerderheid (51 %) in de Filipijnse provincie "Pangasinan", waar het Pangasinan een officiële taal is. Ook in naburige provincies als Benguet, La Union, Tarlac en Zambales zijn Pangasinan sprekende gemeenschappen, evenals in Manilla. De streek waar veel Pangasinan wordt gesproken grenst ten westen, ten zuiden en ten oosten aan streken waar men Ilocano spreekt; aan de zuidkant zijn er ook groepen die Sambal spreken.
Net als andere Filipijnse talen als Tagalog en Ilokano behoort Pangasinan tot de Malayo-Polynesische talen uit de Austronesische taalfamilie. Tot die taalfamilie horen ook talen als het Maleis, Indonesisch en Javaans. Pangasinan is een agglutinerende taal: door meerdere voor- en achtervoegsels te gebruiken kan met één woord worden gezegd waar andere talen een reeks afzonderlijke woorden gebruiken.
Voor de komst van de Spanjaarden werd het Pangasinan net als andere Filipijnse talen geschreven in het Baybayin, een abugida-alfabet dat verwant is aan het Oudjavaanse Kawischrift. Vanaf de 17e eeuw is gaandeweg het Latijnse alfabet gangbaar geworden.